# Etenodiona
La etenodiona, llamada también dióxido de dicarbono, es un compuesto químico hipotético con la fórmula C2O2 or O=C=C=O. Sería un óxido de carbono (un oxocarbono), específicamente un dímero de monóxido de carbono (CO). Puede considerarse como cetena del ácido glioxílico (OHCCOOH).
Los primeros estudios teóricos sugirieron que el estado triplete de C2O2 puede ser estable, aunque mucho menos que sus parientes CO2 y el C3O2. Sin embargo, las síntesis de muchos intentos han fallado en dejar cualquier rastro de ella. La investigación reciente indica que la molécula puede ser extremadamente de corta vida, en descomposición en dos moléculas de monóxido de carbono en menos de 10−8 segundos.
Por otra parte, el anión divalente C2O22−, llamado acetilenodiolato, es razonablemente estable en la ausencia de agua.

## Glioxolida de Koch
En la década de 1940, Detroit, el físico W. F. Koch afirmó que había sintetizado este compuesto, que llamó glioxolida, y que era un antídoto para las "toxinas" que causaron una larga lista de dolencias, incluyendo la diabetes y el cáncer. Ningún reclamo fue confirmado, y la droga fue clasificada como un fraude por parte de la FDA.